# UTC−1:30
UTC-1:30 — позначення для відмінних від UTC часових зон на — 1 годину 30 хвилин. Іноді також вживається поняття «часовий пояс UTC-1:30». Такий час використовувався на острові Ньюфаундленд (Канада) внаслідок експерименту з двогодинним літнім часом у 1988 році — 3 квітня годинники були переведені на дві години вперед, а 30 жовтня повернуті до попередніх значень.

## Використання
Зараз не використовується

## Історія використання
Час UTC-1:30 використовувався:

### Як стандартний час
Ніде не використовувався

### Як літній час
- Канада- част:
  - Ньюфаундленд і Лабрадор (1988)